# Seznam ruskih pianistov
Seznam ruskih pianistov.

## A
- Dmitrij Aleksejev (Дмитрий Алексеев) (* 1947)
- Anton Arenski (Анто́н Аре́нский) (1861 – 1906)
- Lola Astanova (Лола Астанова) (* 1982)
- Vladimir Aškenazi (Влади́мир Ашкена́зи) (* 1937)

## B
- Arno Babadžanjan (1921–1983)
- Milij Balakirjev (Милий Балакирев) (1837 – 1910)
- Dmitrij Baškirov (1931 – 2021)
- Sergej Beljavski
- Boris Berezovski (Бори́с Березо́вский) (*1969)
- Sergej Bezrodni (* 1957)
- Leonid Blok
- Konstantin Bogino (* 1950)

## Č
- Aleksander Vladimirovič Čajkovski (1946 –)
- Aleksander Nikolajevič Čerepnin (1899–1977)
- Nikolaj Nikolajevič Čerepnin (1873–1945)

## D
- Bella Mihajlovna Davidovič (* 1928)
- Nikolaj Demidenko (* 1955)
- Isaj Dobroven (Исай Добровейн) (1891 – 1953)

## F
- Vladimir Feltsman (*1952)
- John Field (1782 – 1837) (irsko-ruski)
- Alissa Firsova (* 1986)
- Jakov Flier (1912 - 1977)

## G
- Sijavuš Gadžijev (* 1953) (Azerbejdžanec)
- Andrej Gavrilov (* 1955)
- Kirill Gerstein (* 1979)
- Emil Gilels (Эми́ль Ги́лельс) (1916 – 1985)
- Leopold Godowsky (1870 - 1938)

## H
- Vladimir Horowitz (1903 – 1989) (rusko-ameriški)
- Tihon Hrennikov (Ти́хон Хре́нников) (1913 - 2007)

## I
- Konstantin Igumnov (1873 – 1948)
- Ilja Itin (Илья Итин) (* 1967)

## J
- Artjom Jasinski (Ukrajina)
- Anna Jesipova (1851 – 1914)
- Marija Judina (Мари́я Ю́дина) (1899 – 1970)

## K
- Dmitrij Kabalevski (Дмитрий Кабалевский) (1904 – 1987)
- Anatolij Katz
- Olga Kern (Ольга Керн, r. Puščenikova) (* 1975)
- Jevgenij Kisin (Евге́ний Ки́син) (* 1971)
- Denis Kožuhin (* 1986)
- Vladimir Krajnjev (1944 – 2011)

## L
- Igor Levit (Игорь Левит) (* 1981)
- Mihail Lidski (* 1968)
- Aleksandr Ljahovski
- Vasilij Lobanov
- Nikolaj Luganski (Никола́й Луга́нский) (* 1972)

## M
- Denis Macujev (Дени́с Мацу́ев) (* 1975)
- Nikita Magalov (Никита Магалов) (1912 – 1992)
- Oleg Maršev (Олег Маршев) (* 1961)
- Aleksander Melnikov (* 1973)
- Nikolaj Metner (Никола́й Ме́тнер) (1880 – 1951)
- Aleksej Molčanov (* 1961) ?

## N
- Genrih Gustavovič Neigauz (1888 – 1964) Heinrich Neuhaus (Heinrich Gustav Neuhaus)
- Stanislav Neuhaus (1927 – 1980) (Stanislav Genrihovič Neuhaus)
- Leonid Nikolajev (1878 – 1942)
- Tatjana Nikolajeva (1924 – 1993)

## O
- Lev Oborin (Лев Оборин) (1907 – 1974)

## P
- Pavel (Christian Georg Paul) Pabst (1854 – 1897)
- Natan Perelman (1906 – 2002)
- Nikolaj Petrov (Никола́й Петро́в) (1943 – 2011)
- Mihail Pletnjov (Михаи́л Плетнёв) (* 1957)
- Viktorija Postnikova (* 1944)
- Sergej Prokofjev (Серге́й Проко́фьев) (1891 – 1953)

## R
- Sergej Rahmaninov (Серге́й Рахма́нинов) (1873 – 1943)
- Vera Razumovskaja
- Vladimir Rebikov (Влади́мир Ре́биков) (1866 – 1920)
- Jelena/Elena Rostropovič (*1958)
- Anton Rubinstein (Анто́н Рубинште́йн) (1829 – 1894)
- Nikolaj Rubinstein

## S
- Vasilij Safonov (Васи́лий Сафо́нов) (1852 – 1918)
- Dmitrij Saharov (* 193#?)
- Jevgenij Sinajski (* 197#?)
- Vasilij Sinajski (Василий Синайский) (* 1947)
- Aleksander Skrjabin (Алекса́ндр Скря́бинь) (1872 – 1915)
- Sergej Slonimski (Серге́й Слони́мский) (* 1932)
- Sergej Soboljev (* 1982)
- Vladimir Sofronski (1901 – 1961)
- Grigorij Lipmanovič Sokolov (Григо́рий Соколо́в) (* 1950)
- Ivan Glebovič Sokolov (* 1960)
- Vladimir Spivakov (Владимир Спиваков) (* 1944)
- Igor Stravinski (Игорь Стравинский) (1882 – 1971)
- Jevgenij Svetlanov (Евгений Светланов) (1928 – 2002)

## Š
- Rodion Ščedrin (Родион Щедрин) (* 1932)
- Dmitrij Šiškin
- Dmitrij Šostakovič (Дми́трий Шостако́вич) (1906 – 1975)

## T
- Sergej Tanejev (Серге́й Тане́ев) (1856 – 1915)
- Daniil Trifonov (Дании́л Три́фонов) (* 1991)

## V
- Lev Vlasenko (1928 – 1996)

## Z
- Jakov Zak (Яків Зак) (1913 – 1976)
- Aleksander Zakin (1903 – 1990)
- Nikolaj Zverjev (Никола́й Зве́рев) (1832 – 1893)